# 3D (musikalbum av TLC)
3D är det fjärde och sista studioalbumet av den amerikanska R&B-gruppen TLC, utgivet under Arista Records den 12 november 2002, sju månader efter att medlemmen Lisa "Left Eye" Lopes omkommit i en bilolycka.
3D debuterade på en sjätte plats på USA:s albumlista Billboard 200 med 143 000 sålda kopior efter första veckans release. Skivan certifierades följaktligen platina av RIAA för mer än en miljon sålda kopior inhemskt och två miljoner globalt ett år efter utgivning. På albumet ingår bland annat duons hyllning till Lopes, "Turntable", som senare släpptes som skivans fjärde och sista singel under 2004.

## Låtlista
| Nr  | Titel                        | Producenter                                | Längd |
| --- | ---------------------------- | ------------------------------------------ | ----- |
| 1.  | 3D (Intro)                   | Dallas Austin                              | 2:25  |
| 2.  | Quickie                      | Austin                                     | 4:19  |
| 3.  | Girl Talk                    | Eddie Hustle                               | 3:35  |
| 4.  | Turntable                    | Rodney Jerkins                             | 3:25  |
| 5.  | In Your Arms Tonight         | The Neptunes                               | 4:25  |
| 6.  | Over Me                      | R. Jerkins                                 | 4:17  |
| 7.  | Hands Up                     | Babyface, Daryl Simmons                    | 3:49  |
| 8.  | Damaged                      | Austin                                     | 3:51  |
| 9.  | Dirty Dirty                  | Timbaland, Missy Elliott                   | 3:40  |
| 10. | So So Dumb                   | Saddiq (Co-Produced by Jake & The Phatman) | 4:06  |
| 11. | Good Love                    | Hustle                                     | 4:12  |
| 12. | Hey Hey Hey Hey              | R. Jerkins                                 | 4:05  |
| 13. | Give It to Me While It's Hot | Organized Noize Prod.                      | 3:28  |

| 14. | Get Away (Japan) | 4:15 |

| Nr  | Titel                                        | Längd |
| --- | -------------------------------------------- | ----- |
| 14. | Who's It Gonna Be? (Int'l CD/DVD återutgåva) | 4:00  |

## Listor
| Lista (2002)                       | Topposition |
| ---------------------------------- | ----------- |
| Amerikanska Billboard 200          | 6           |
| Amerikanska Top R&B/Hip-Hop Albums | 4           |
| Kanadas Top 50 Albums              | 31          |
| Englands UK Albums Chart           | 45          |
| New Zeelands Top 50 Albums         | 45          |
| Tysklands Top 100 Albums           | 46          |
| Schweiz Top 100 Albums             | 47          |
| Nederländernas Top 100 Albums      | 62          |

## Release-historik
| Region | Datum            | Skivbolag |
| ------ | ---------------- | --------- |
| Japan  | 10 oktober 2002  | LaFace    |
| USA    | 12 november 2002 | LaFace    |